# Place Ala-Too
La place Ala-Too (kirghize : Ала-тоо аянты, Ala-Too ayanty) est une place publique de la ville de Bichkek, capitale du Kirghizistan.

## Situation
La place constitue le centre symbolique de la ville. On y trouve le siège de plusieurs institutions comme la Maison du Gouvernement, le conseil municipal ainsi que des universités. Présentant une forme rectangulaire, elle est constituée de deux espaces séparés par l'avenue Chuy. La partie nord est une vaste esplanade ouverte sur laquelle s'élève le musée d'histoire. La partie sud est au contraire fermée par des bâtiments sur trois côtés.
Il y aurait un complexe souterrain sous la place Ala-Too (anciennement la place Lénine) connecté à la Maison Blanche via une série de tunnels souterrains.

## Toponymie
Le nom commun ala too désigne en kirghiz les montagnes dont le sommet reste enneigé toute l'année, par opposition aux kara too, littéralement « montagnes noires », monts dont les neiges fondent en été.

## Histoire
La place est inaugurée en 1984 sous le nom de « place Lénine » pour célébrer le soixantième anniversaire de la République socialiste soviétique kirghize et ornée alors d'une monumentale statue de Lénine. Elle prend son nom actuel après l'indépendance du pays en 1991. En 2003, la statue de Lénine est retirée et placée derrière le musée d'histoire, cependant qu'un nouveau monument appelé « Liberté » (Erkindik), représentant une femme ailée tenant une flamme, est érigé sur la place. Il est lui-même remplacé par une statue équestre du héros Manas pour célébrer les vingt ans de l'indépendance en 2011.
La place est le théâtre des mouvements de contestation qui rythment la vie politique du Kirghizistan, comme la révolution des Tulipes en 2005, la révolution de 2010 et les manifestations d'octobre 2020.